# 찰턴 애슬레틱 FC
찰턴 애슬레틱 FC(영어: Charlton Athletic Football Club)는 잉글랜드 런던 남동부의 찰턴에 기반을 둔 프로 축구 클럽이다. 팀은 잉글랜드 축구 리그 시스템의 두 번째 단계인 EFL 챔피언십에서 경쟁하고 있다.
그들의 홈구장은 더 밸리로, 클럽은 1919년부터 이곳에서 경기를 치러왔다. 1923–24년 시즌 동안에는 캣퍼드의 더 마운트에서 경기를 했다. 또한 1985년부터 1992년까지 재정 문제와 지방 자치단체의 안전 우려로 인해, 처음에는 셀허스트 파크, 이후에는 현재는 존재하지 않는 업턴 파크 (현재의 볼린 그라운드)에서 총 7년에 걸쳐 경기를 치르기도 했다. 클럽의 전통적인 유니폼은 빨간 셔츠, 흰색 반바지, 빨간 양말로 구성되어 있다. 가장 흔히 사용되는 별칭은 '디 애딕스(The Addicks)'이다. 찰턴은 같은 런던 남부에 위치한  크리스털 팰리스와 밀월과 지역 라이벌 관계를 맺고 있다.

## 선수 명단

### 현역
참고: FIFA 자격 규정에 따라 소속된 국가대표팀 국기를 표시합니다. 선수는 복수의 FIFA 비회원국 국적을 가지고 있을 수 있습니다.
| 번호 | 포지션 | 국적     | 이름          |
| ---- | ------ | -------- | ------------- |
| 6    | MF     | 아일랜드 | 코너 코벤트리 |
| 12   | MF     | 웨일스   | 테리 테일러   |

| 번호 | 포지션 | 국적       | 이름                   |
| ---- | ------ | ---------- | ---------------------- |
| 18   | MF     | 자메이카   | 캐로이 앤더슨          |
| 21   | GK     |            | 애슐리 메이나드 브루어 |
| 29   | FW     | 시에라리온 | 다니엘 카누            |